# Ruscio
Ruscio è una frazione del comune di Monteleone di Spoleto (PG).

## Geografia
Il paese si trova ai piedi del colle di Monteleone, nella vallata ove il torrente Vorga confluisce nel fiume Corno.
Secondo i dati del censimento Istat 2001, il paese è abitato da 126 residenti e si trova a 786 m s.l.m..

## Storia
L'Istituto Paleontologico Italiano segnala Ruscio per il ritrovamento di utensili, idoli, armi e monete appartenenti a popolazioni proto-italiche.
Anticamente, nella zona di Ruscio, si trovava la dogana tra il confine dello Stato della Chiesa ed il Regno delle Due Sicilie.
Nel 1831, durante i primi moti risorgimentali, il delegato pontificio arcivescovo Mastai Ferretti (futuro Pio IX), si trovò a passare per Ruscio durante il suo ritorno da Leonessa a Monteleone.
Anche Giuseppe Garibaldi, nel 1849, transitò per questi luoghi durante la sua spedizione in difesa della Seconda Repubblica Romana: una lapide è posta a memoria.
A Ruscio è nato don Gino Reali, vescovo emerito della diocesi di Porto-Santa Rufina.
Nella seconda metà di agosto vi si svolge la Festa della Madonna Addolorata.

## Economia e manifestazioni
Importante nel corso dei secoli è stata l'estrazione della lignite da una miniera locale.
L'agricoltura produce farro e lenticchie di buona qualità.
Nella seconda metà di agosto vi si svolge la Festa della Madonna Addolorata.

## Monumenti e luoghi d'interesse
- Chiesa della Madonna Addolorata (metà XVIII secolo) nel paese, presso Dogana pontificia
- Chiesa di Sant'Antonio da Padova ricostruita nel 1703
- Chiesa di Santa Lucia 1629, fuori dal paese, presso fonte omonima e ruderi castello
- Chiesa di Santa Maria del Piano (De Equo) (IX secolo)presso fiume corno
- Le ferriere, alle pendici del monte Birbone. Furono sfruttate a partire dal 1600.
- La miniera di lignite, sfruttata nel primo ventennio del XX secolo.

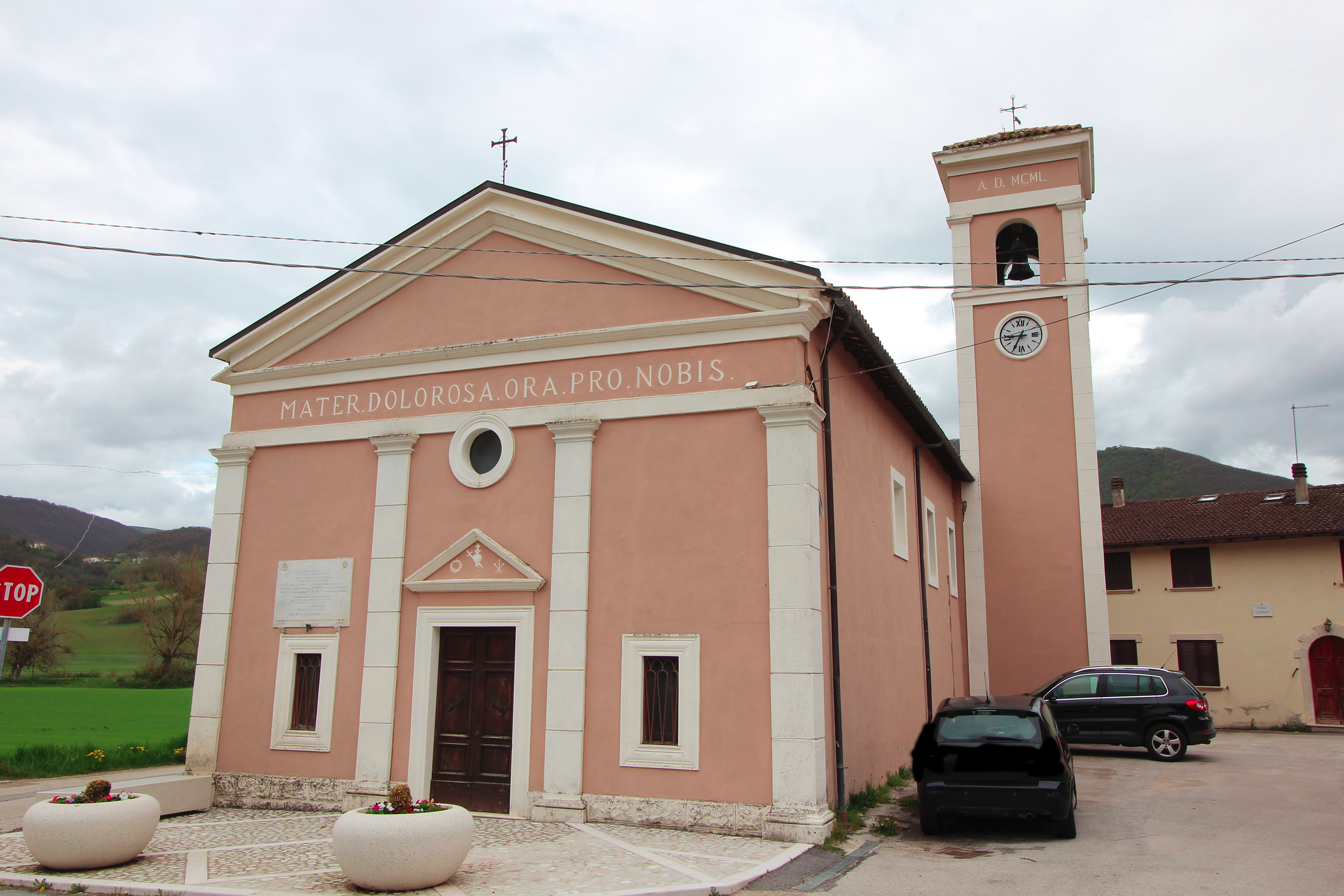
La chiesa della Madonna Addolorata
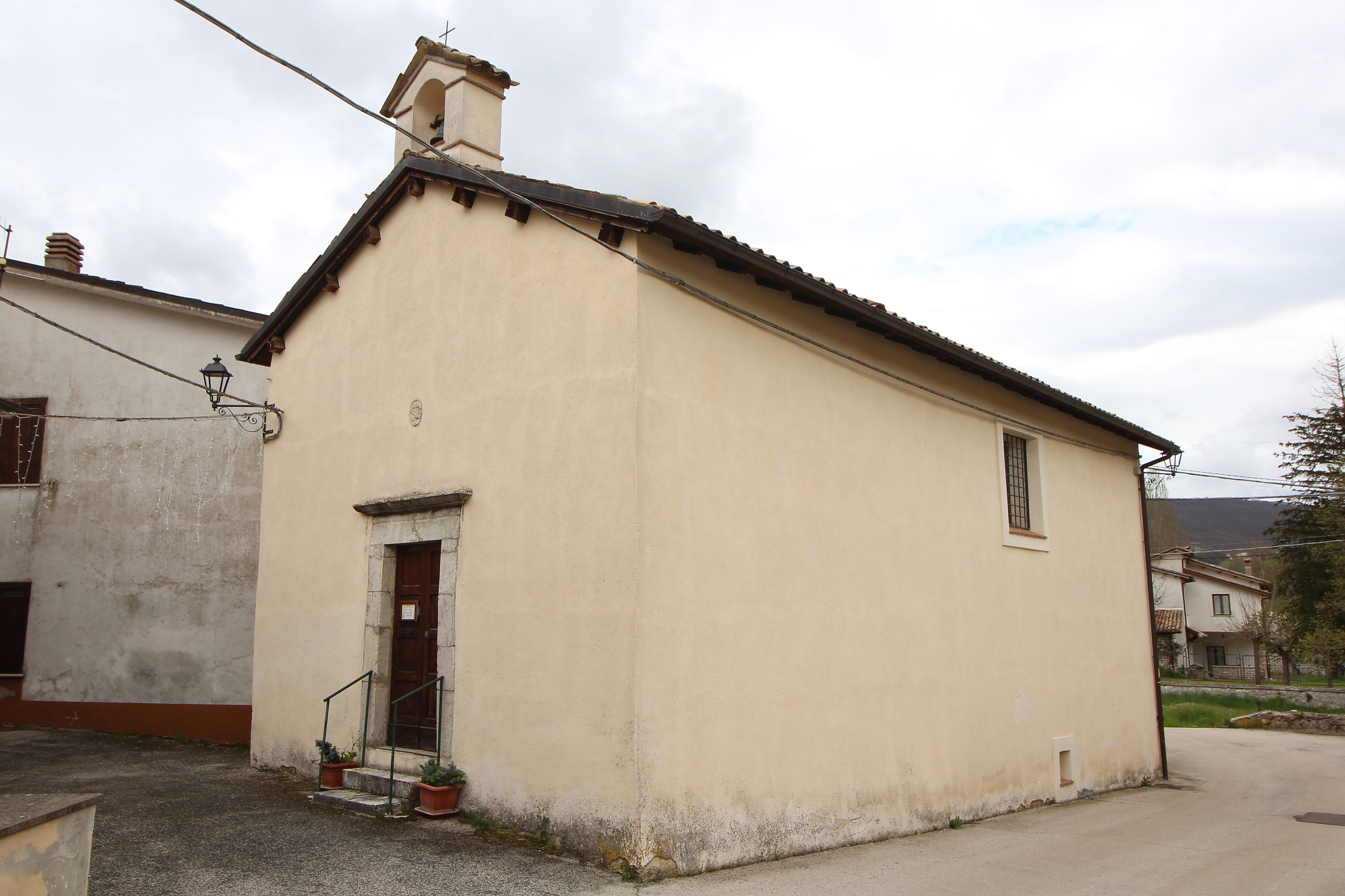
Sant'Antonio da Padova
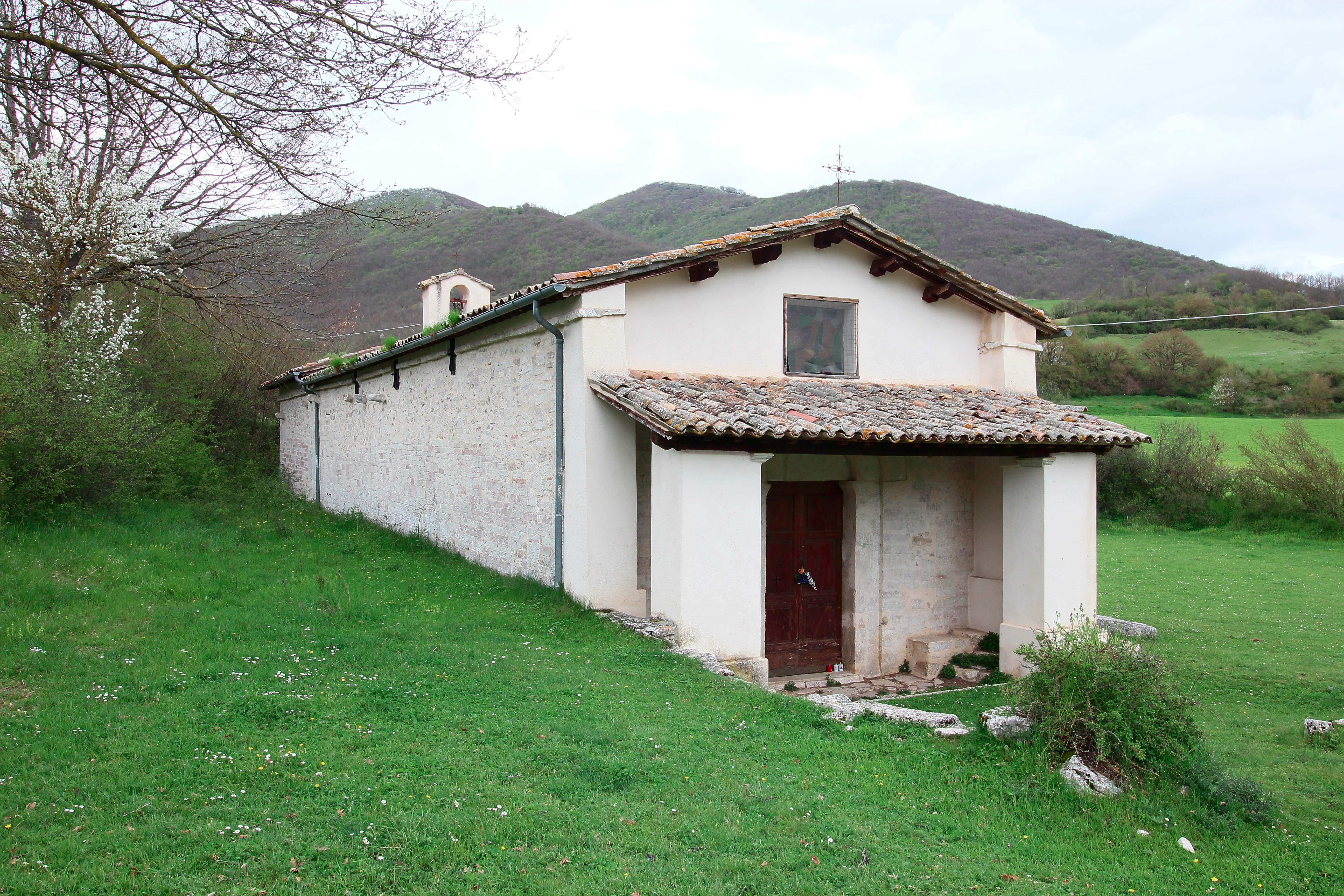
Santa Maria de Equo
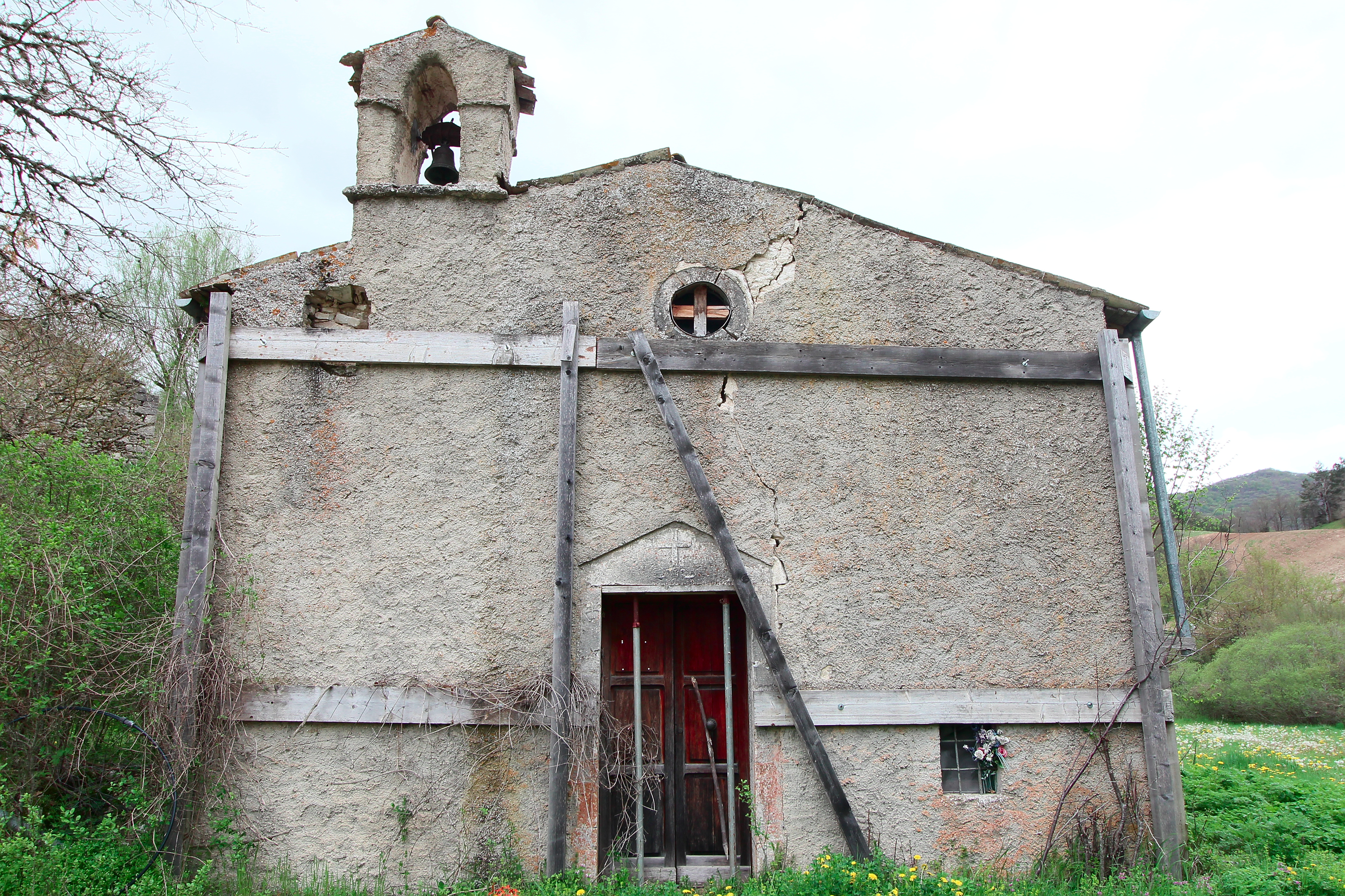
Santa Lucia
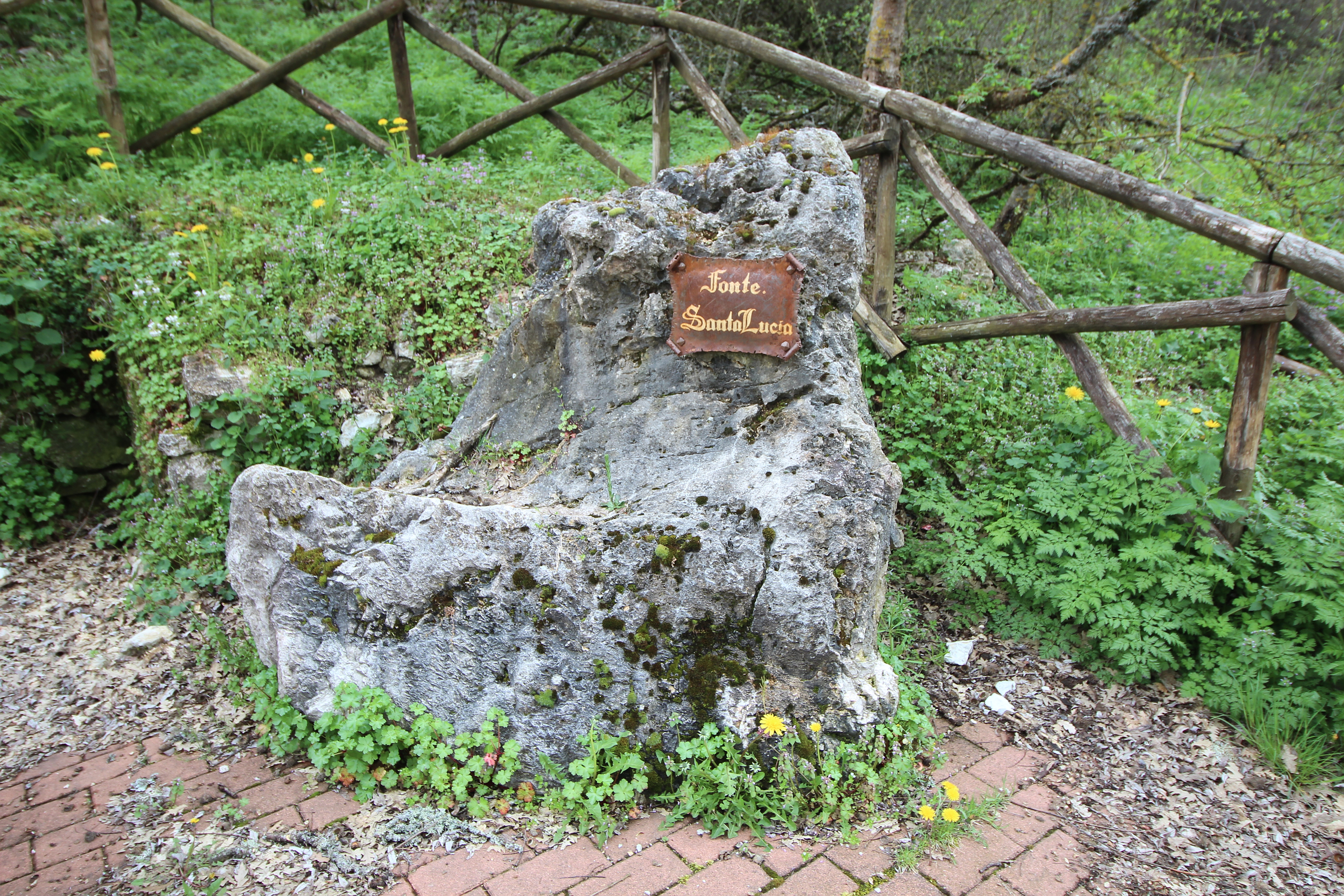
Fonte Santa Lucia
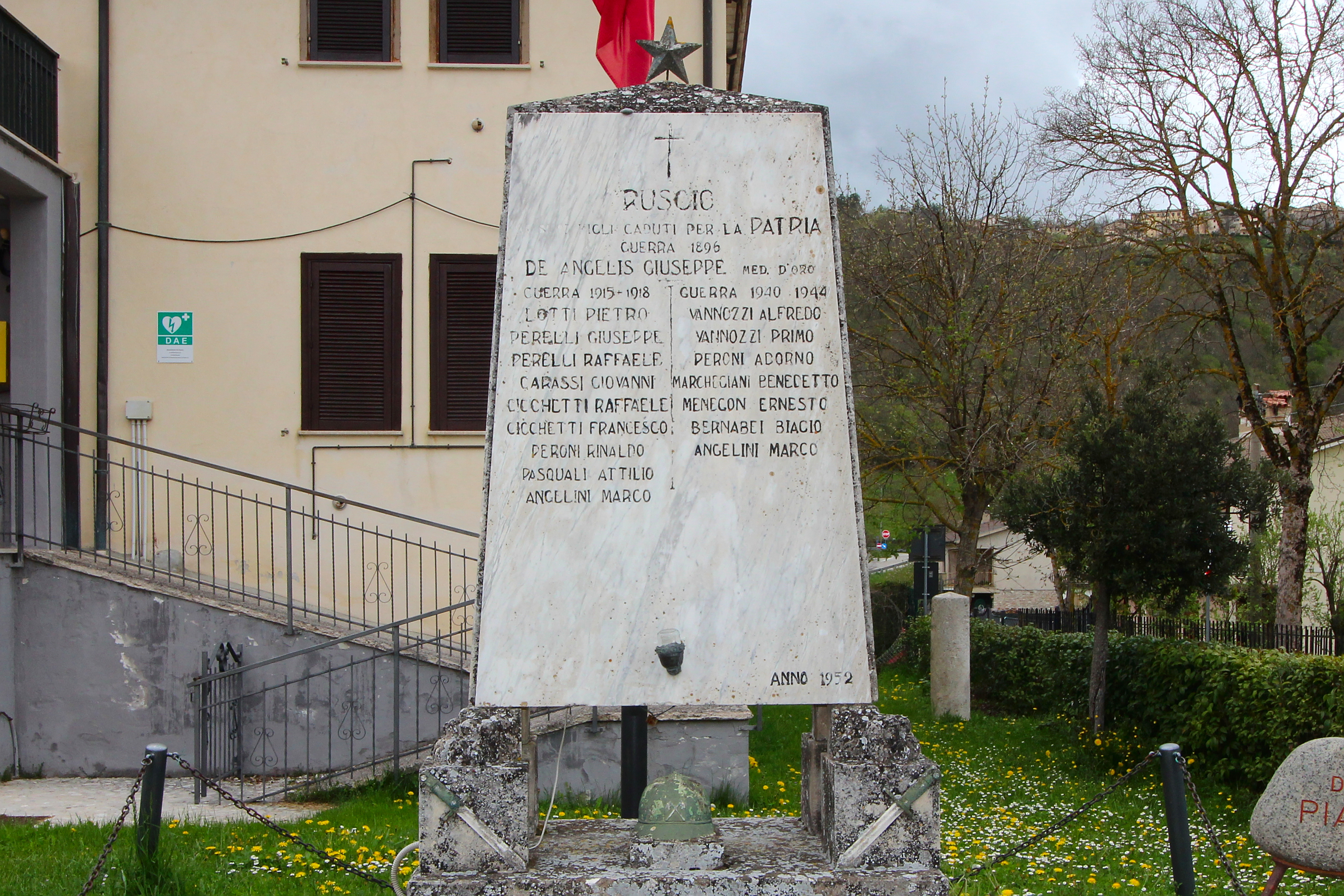
Monumento ai Caduti di Ruscio